# Tre sotto il lenzuolo
Tre sotto il lenzuolo è un film italiano a episodi del 1979 diretto da Michele Massimo Tarantini e da Domenico Paolella (con lo pseudonimo Paolo Dominici).

## Trama
Il film, che fa parte del filone commedia sexy all'italiana, è composto da tre episodi: Sabato mattina e L'omaggio, diretti da Tarantini, e No, non è per gelosia di Paolella.
Andrea, Giorgio e il signor Sgarbozzi sono tre uomini sposati alle prese con inganni, equivoci e scappatelle perpetrate ai danni delle loro mogli, ex mogli, rivali in amore e amanti. Comune denominatore del film è che gli intrecci e i tradimenti si svolgono sempre a letto.